# Neopycnodonte zibrowii
Neopycnodonte zibrowii is een tweekleppigensoort uit de familie van de Gryphaeidae. De wetenschappelijke naam van de soort is voor het eerst geldig gepubliceerd in 2009 door Gofas, Salas & Taviani in Wisshak, Lopez Correa, Gofas, Salas, Taviani, Jakobsen & Freiwald.